# Vicenç Reynés Mimó
Vicenç Reynés Mimó (Deià, 31 de juliol de 1981) és un ciclista mallorquí, professional des del 2003 fins al 2016.
Passarà a la història com el primer ciclista espanyol en aconseguir una victòria UCI ProTour, gràcies al seu triomf a la tercera etapa de la París-Niça 2005. El seu millor resultat en un dels monuments del ciclisme és una novena posició a la Milà-Sanremo 2007. El 2016 es va retirar per problemes de salut.

## Palmarès
- 2003
  - 1r del GP Abimota i vencedor d'una etapa
- 2005
  - Vencedor d'una etapa a la París-Niça
- 2007
  - 1r del Trofeu Cala Millor
  - 1r del Circuit de Getxo

### Resultats al Giro d'Itàlia
- 2005. Abandona (14a etapa)
- 2010. 117è de la classificació general
- 2013. 109è de la classificació general

### Resultats a la Volta a Espanya
- 2009. 103è de la classificació general
- 2011. 87è de la classificació general
- 2012. 82è de la classificació general
- 2013. No surt (13a etapa)
- 2014. 61è de la classificació general
- 2015. 86è de la classificació general
- 2016. Abandona (4a etapa)